# 小嶋直也
小嶋 直也（こじま なおや、1971年1月25日 - ）は、日本のバレエダンサーである。ヴァルナ国際バレエコンクールで、日本人男性初の第1位（金メダル）を受賞したことなどで知られている。

## 経歴
長野県出身。上田市立第三中学校卒業。11歳のとき、母・小嶋恵美子のもとでバレエを始める。橘バレヱ学校を経て1986年に牧阿佐美バレヱ団に入団し、さまざまな役を踊った。
1994年から1年間、日本人男性としては初めてアメリカン・バレエ・シアターと1年の出演契約を結んだ。
1997年からは、新国立劇場バレエ団でも活躍し、開場記念公演『眠れる森の美女』、『梵鐘の聲』などに出演した。2009年からは、酒井はな、逸見智彦らと並んで新国立劇場バレエ団オノラブル・ダンサー（名誉ダンサー）の地位にある。
また、彼は牧阿佐美バレヱ団でバレエ・マスターの地位につき、後進の指導にも当たっている。

## 受賞歴
- 1988年　第45回全国舞踊コンクール・ジュニア部第1位
- 1988年　第13回ヴァルナ国際バレエコンクール（ジュニア部門）金メダル
- 1996年　松山バレエ団芸術奨励賞
- 1998年　中川鋭之助賞
- 1999年　橘秋子賞優秀賞
- 2001年　服部智恵子賞[2]

## 出演

### DVD
- 橘バレヱ学校バレエ・レッスン・シリーズ『舞台に立つために』（新書館）
- 新国立劇場バレエ団オフィシャルDVD『白鳥の湖』（世界文化社）[4]